# Åke Skiöld
Åke Georg Roland Skiöld, född 4 september 1917 i Halmstad, död 26 februari 1993 i Köpingsvik på Öland,  var en svensk tecknare, illustratör och serieskapare.

## Biografi
Skiöld studerade vid Tekniska skolan i Stockholm 1932–1934 och vid konsthantverksskolan i Köpenhamn 1936–1937. Efter studierna arbetade han som tidningstecknare och fick en erfarenhet av serieteckning redan från Musse Pigg-tidningen på 1930-talet, då han var en på Ateljé Dekoratör i Stockholm som tecknade serien på licens. Han blev fast anställd vid Expressen 1944 och gjorde sedan 1945 ett flertal reportageresor i Europa Afrika och Asien för tidningens räkning, men hans huvudsakliga arbetsuppgift var sportteckningar och som "cartoonist". Han gjorde sedan serien Kalle Knarr som publicerades i tidningen Året Runt på 50-talet, och bidrog även till serietidningen Fantomen. Han illustrerade de årligen utgivna Fotboll och Idrottsboken, samt både skrev och illustrerade böckerna "Fantastiska Öland" och "Fantastiska Småland". Han medverkade 1951 i utställningen Tecknare i dagspressen som visades på Welamsons konstgalleri. 
För den stora allmänheten blev han mest känd för sin korrespondensundervisning i teckning, som han författade och stod bakom. Den annonserades det flitigt om i svenska serietidningar och veckotidningar från 1950-talet fram till 1990-talet, med löftet "Alla kan lära sig teckna".

### Familj
Åke Skiöld var son till målarmästaren Georg William Carlson och Valborg Ester Skiöld, och från 1939 gift med Anne-Marie Matilda Josephsson.